# Rok Buzeti
Rok Buzeti (10 febbraio 1988) è un calciatore sloveno, centrocampista del Nestelbach.

## Caratteristiche tecniche
Esterno destro, può giocare anche come terzino sulla medesima fascia.